# Soumbeïla Diakité
Soumbeïla Diakité (Mali, 1984. augusztus 25. –) mali válogatott labdarúgó, jelenleg a Eszteglál Huzesztán játékosa.

## Sikerei, díjai
Stade Malien
- Mali bajnok (8): 2002–03, 2005, 2005–06, 2007, 2009–10, 2010–11, 2012–13, 2013–14
- Mali labdarúgókupa (2): 2005–06, 2012–13